# Equinoxiodus
Az Equinoxiodus az izmosúszójú halak (Sarcopterygii) osztályának tüdőshalalakúak (Ceratodontiformes) rendjébe, ezen belül a Neoceratodontidae családjába tartozó fosszilis nem.

## Rendszerezés
A nembe az alábbi 2 faj tartozik:
- †Equinoxiodus alcantarensis Toledo, de Sousa, Medeiros & Bertini, 2011 - típusfaj
- †Equinoxiodus schultzei de Sousa et al., 2015